# Кампінас
Кампінас (порт. Campinas) — місто та муніципалітет у центральній частині штату Сан-Паулу, Бразилія.
Площа муніципалітету становить 794,5 км². Його населення — близько 1 139 047 (2022 р.), з них близько 98 % у міських районах. Його агломерація, визначена у 2000 році, містить 19 міст із загальним населенням близько 3,2 млн. Кампінас також є адміністративним центром однойменного мезорегіону населенням близько 3,64 млн мешканців (2005 р.), що складається з 49 міст. Це третє за населенням місто штату, після Сан-Паулу (10,9 млн. — 2006 р.) і Гуарульюса (1,28 млн. — 2006 р.).

## Транспорт
Місто обслуговує міжнародний аеропорт Віракопус, що сполучає місто з багатьома містами Бразилії та кількома іншими країнами.

## Освіта
У місті діє Університет Кампінаса.

## Уродженці
- Марсіо Міранда Фрейташ Роша да Сілва (* 1981) — бразильський футболіст.